# Kingthorpe
Kingthorpe var en civil parish från 1866 till 1986 då den blev en del av Lockton, i grevskapet North Yorkshire, i England. Civil parish var belägen 5 km från Pickering och hade 32 invånare år 1971. Byn nämndes i Domedagsboken (Domesday Book) år 1086, och kallades då Chinetorp.